# Léon Ferreri
Léon Ferreri (* um 1905; † unbekannt) war ein französischer Jazzmusiker (Trompete, Posaune, Geige, Piano, Komposition).
Léon Ferreri, ein Bruder des Jazzmusikers und Produzenten Albert Ferreri, war ab den späten 1920er-Jahren in der Pariser Musikszene aktiv; erste Aufnahmen entstanden 1930 mit Léo Poll et son Orchestre, in dem er Posaune spielte. In den frühen 1930er-Jahren arbeitete er u. a. mit Jean Sablon („Le même coup“, mit Ferreri am Piano) und Éliane de Creus, die er bei mehreren Plattensessions u. a. mit Django Reinhardt und Michel Emer begleitete („Y en n’a pas deux comme moi“). In dieser Zeit nahm Ferreri im von Jef de Murel geleiteten Orchestre du Theatre Daunou auch Instrumentalnummern wie „Si j’aime Suzy“ auf.
Weitere Aufnahmen mit Sablon entstanden Anfang 1934, als er mit Reinhardt im Orchester von André Ekyan spielte („Le jour ou je te vis“). 1939 spielte Ferreri noch mit Gus Viseur und dem Orchestre Victor unter Leitung von Boris Sarbek. Im Bereich des Jazz war er zwischen 1930 und 1939 an neun Aufnahmesessions beteiligt.
Mit seinem Bruder Albert schrieb er unter dem Pseudonym Alferey & Wharton die Songs „Une petite salade“ und „Gefhulte Fish“.